# میرکوویتسه (استان اشوی‌داشکسیه)
میرکوویتسه (به لهستانی: Mirkowice) یک منطقهٔ مسکونی در لهستان است که در گمینا بوزخوو واقع شده‌است. میرکوویتسه ۲۴۰ نفر جمعیت دارد.